# 関野弘行
関野 弘行（せきの ひろゆき、1957年1月10日 - ）は、日本の元騎手。

## 来歴
1976年3月6日の中山第9競走5歳以上600万下・カネツデンコウ（6頭中5着）で初騎乗を果たし、同13日の中山第1競走アラブ4歳以上オープン・リュウセイで初勝利を挙げる。21日の中山第9競走5歳以上900万下では郷原洋行から乗り替わったグレートセイカンで勝利し、8月7日・8日の札幌では初の2日連続勝利、8日には初の特別勝ちも記録。1年目の同年から2桁となる11勝をマークし、1983年まで8年連続2桁勝利を記録。
2年目の1977年には1月30日の東京で初の1日2勝を挙げたほか、3月27日の中山第9競走5歳以上オープンではモリユタカでイシノアラシに先着してニシキエースの3着、9月10日の東京第5競走3歳新馬ではアローサクラでファイブホープの2着、12月25日の中山第7競走ひいらぎ賞ではハヤグリーンでシービークロスの3着に入り、自身初の20勝台となる23勝をマーク。
1980年には福島で初めて行われたカブトヤマ記念でアローエクスプレス産駒アロージョイフルに騎乗しシンザン産駒フジマドンナの2着、11月9日の福島第10競走福島民友カップでは的場均から乗り替わったハーディエースで皐月賞馬ハワイアンイメージの3着に入り、3年ぶりで最後の20勝台となると同時に自己最多の24勝をマーク。
1981年には目黒記念（春）で14頭中14番人気のグローリイロングに騎乗してジュウジアロー・メジロファントム・フジマドンナ・カシュウチカラに先着する5着、1982年のオールカマーではキタノリキオーでメジロティターンに先着する3着に入った。
1983年には後にライスシャワーの母となるマルゼンスキー産駒ライラックポイントで4月30日の新潟第8競走大日岳特別を勝利し、秋の福島ではカネツリュウでアラブ王冠、ベルレンケルで福島3歳ステークスを制す。カブトヤマ記念では10頭中10番人気のアロージョイフルでタイテエム産駒の関西馬メイショウキング、同じアローエクスプレス産駒のアローボヘミアンとアタマ、ハナ差の接戦を演じて3着に入った。
1984年は9勝と初めて1桁に終わり、1985年も9勝と2年続けて2桁に届かず、1986年に3年ぶりで最後の2桁勝利となる13勝をマーク。
1986年1月25日の中京第9競走鈴鹿特別を16頭中16番人気のサクラショウリ産駒サクラミヨノオーで勝利し、枠連万馬券の波乱を起こす。
その後は1987年こそ9勝を挙げたが、1988年6勝、1989年5勝、1990年には遂に1勝と勝利数は年々減少していく。
1991年3月10日の小倉第6競走4歳以上500万下・チヨノハニーが最後の勝利となり、1992年4月4日の中山第12競走4歳以上500万下・モガミルイン（13頭中7着）を最後に引退。

## 騎手成績
| 通算成績 | 1着 | 2着 | 3着 | 4着以下 | 出走回数 | 勝率 | 連対率 |
| -------- | --- | --- | --- | ------- | -------- | ---- | ------ |
| 平地     | 175 | 188 | 206 | 2223    | 2792     | .063 | .130   |
| 障害     | 4   | 10  | 3   | 17      | 34       | .300 | .300   |
| 計       | 179 | 198 | 209 | 2240    | 2826     | .063 | .133   |